# Braintree Town FC
Braintree Town FC är en engelsk fotbollsklubb i Braintree, grundad 1898. Hemmamatcherna spelas på Cressing Road. Klubbens smeknamn är The Iron. Klubben spelar sedan säsongen 2019/2020 i National League South.
Bland klubbarna i English Football League är Colchester United Braintree Towns närmaste granne (23 km). Den stora rivalen är annars seriekonkurrenten Chelmsford City FC

## Historia
Klubben grundades 1898 under namnet Manor Works FC. Manor Works var ett fabrikslag på Crittall Window Company (en gång i tiden Englands främsta fönstertillverkare). Smeknamnet The Iron kommer av metallramarna runt fönstren som tillverkades. 1921 bytte klubben namn till Crittall Athletic FC och flyttade strax därpå till arenan som de fortfarande spelar på.
1968 bytte man namn igen; Braintree & Crittall Athletic FC var det nya namnet som man behöll till 1981, då banden till Crittall bröts med namnet Braintree FC. Två år senare blev klubbens namn Braintree Town FC.
Klubben har spelat i många olika lägre ligor genom åren – North Essex League, Mid-Essex League, Essex and Suffolk Border Football League, Spartan League, Eastern Counties Football League, Essex County League, London League, Greater London League, Metropolitan League, Southern Football League och Isthmian League.
2001 gick Braintree Town för första gången upp till Isthmian League Premier Division, som man vann säsongen 2005/06. Därmed gick man upp till Conference South på nivå 6 i Englands ligasystem för fotboll. Den divisionen vann klubben säsongen 2010/11 och tog då för första gången steget upp till Conference Premier (nivå 5). Efter placeringarna 12 och 9 under de två första säsongerna blev Braintree 6:a säsongen 2013/14 och tog därmed klubbens bästa ligaplacering någonsin. För första gången kunde man säga att man som 98:a faktiskt tillhörde Englands 100 bästa fotbollsklubbar. Klubben kom 3:a säsongen 2015/16 och förbättrade därigenom sitt ligarekord. Placeringen innebar även att man för första gången fick kvala för att gå upp till English Football League, tidigare kallad The Football League. I semifinalen förlorade Braintree Town dock mot Grimsby Town. Man vann först bortamatchen med 1–0, men i returen hemma var ställningen den omvända efter full tid och i förlängningen avgjorde Grimsby Town. Publiksiffran var 3 102, den högsta på Cressing Road sedan 1952. Året efter åkte klubben dock ur National League och ned till National League South, som Conference South bytt namn till. Redan på första försöket gick man upp igen, efter ett playoff där man i finalen slog Hampton & Richmond Borough efter straffar.

## Meriter

### Liga
- National League eller motsvarande (nivå 5): Trea 2015/16 (högsta ligaplacering)
- National League South eller motsvarande (nivå 6): Mästare 2010/11
- Isthmian League Premier Division (nivå 7): Mästare 2005/06
- Eastern Counties Football League: Mästare 1936/37, 1983/84, 1984/85
- Essex and Suffolk Border Football League: Mästare 1935/36, 1936/37, 1937/38, 1959/60
- North Essex League: Mästare 1905/06, 1910/11, 1911/12
- Mid-Essex League: Mästare 1909/10, 1910/11

### Cup
- Essex Senior Cup: Mästare 1995/96, 2022/2023

Rekord
- Flest Matcher: Brad Quinton 546
- Flest Mål: Chris Guy 211